# Zingst
Zingst è una città della Germania, nel Land del Meclemburgo-Pomerania Anteriore.